# Nyhetsmedium

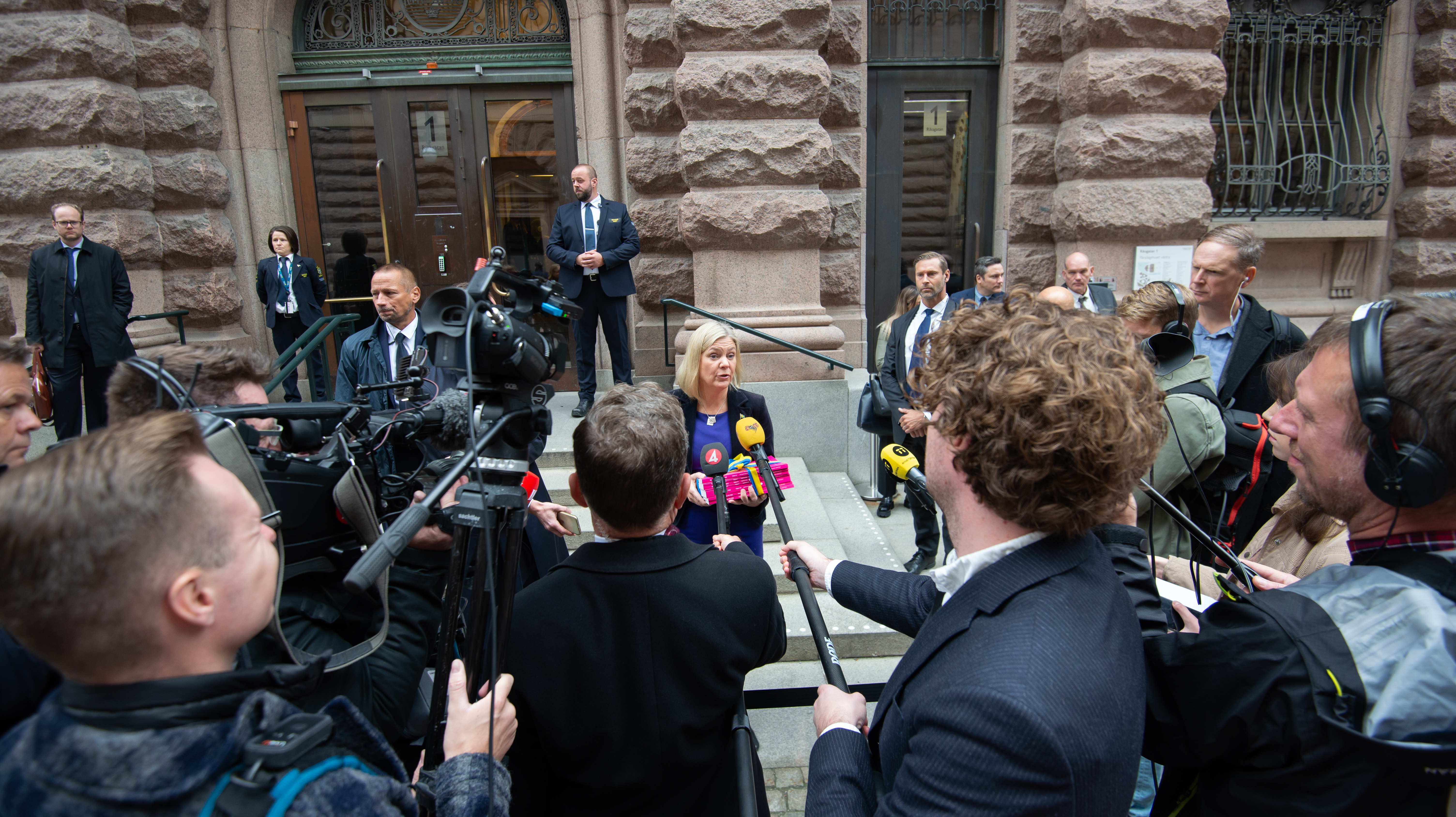
Finansminister Magdalena Andersson möter ett medieuppbåd i samband med budgetpropositionen för 2022.

Ett nyhetsmedium (plural: nyhetsmedier) är ett massmedium som fokuserar på att leverera nyheter till allmänheten eller en annan målgrupp. Nyhetsmedier inkluderar tryckta medier (nyhetstidningar, nyhetsmagasin), utsända nyheter (radio, tv) och på senare tid Internet (webbtidningar, nyhetsbloggar).